# Pelješac (most)
Most Pelješac ali Pelješki most (tudi hrvaško Pelješki most) je most s poševnimi zategami, odprt 26. julija 2022 na Hrvaškem. Namen izgradnje mostu je bil doseči teritorialno kontinuiteto države Republike Hrvaške oziroma povezavo celinske Hrvaške z njeno kopensko eksklavo, ki obsega glavnino Dubrovniško-neretvanske županije. Most preči Neretvanski kanal med Komarnim na severnem delu kopna in polotokom Pelješac, s tem poveže hrvaško ozemlje in zaobide mejna prehoda s sosednjo Bosno in Hercegovino pri Neumu, kjer ima ta država izhod na morje.
Most je načrtoval znan slovenski gradbeni inženir in graditelj mostov Marjan Pipenbaher, zgradilo pa ga je kitajsko podjetje za gradnjo mostov. Gradnja se je začela 30. julija 2018 in je trajala skoraj natanko štiri leta, končana je bila poleti leta 2022.

## Značilnosti
Prvotna zasnova mostu iz leta 2007 je imela glavni razpon 568 metrov.
Po zadnjih načrtih gre za večrazponski kontinuiran most s poševnimi zategami s skupno dolžino 2404 m. Obsega 13 razponov, od tega sedem s poševnimi zategami - pet osrednjih v dolžini 285 m in dva zunanja s po 203,5 m razpona. Višina pilonov, merjeno do morske gladine, znaša 75,4 m do 100 m. Most je globoko temeljen na jeklenih pilotih premera 2 m in dolžin od 55 m do 125 m. Centralni del mostu je grajen po metodi prostokonzolne gradnje, med tem ko so pristopni mostovi grajeni po metodi postopnega narivanja. Navigacijskega kanala sta 98 metrov nad morsko gladino in 222 metrov nad morskim dnom, povprečna globina morja na lokaciji pa znaša 27 m. 
Poleg izgradnje mostu so bile potrebne tudi dovozne ceste na obeh straneh mostu, vključno z dvema predoroma na Pelješcu (eden dolžine 2170 metrov in drugi 450 metrov)) ter dva manjša mostova na Pelješcu, (en dolg 500 metrov in drug 50 metrov). Most ne more biti del avtoceste A1, ki trenutno povezuje Zagreb in Ploče, ker ni predvideno potrebno število voznih pasov za njegovo podporo. Cesta od Ploč preko mostu proti Stonu in južneje do Dubrovnika je predvidena kot štiripasovna hitra cesta.

## Zgodovina
Ker hrvaško celino seka majhen pas obale okoli mesta Neum, ki je del Bosne in Hercegovine in tvori edini izhod Bosne in Hercegovine na morje, je fizična povezava najjužnejšega dela Dalmacije s preostalo Hrvaško omejena na hrvaške teritorialne vode. Leta 1996 sta Bosna in Hercegovina ter Hrvaška podpisali Neumski sporazum, v katerem je Hrvaška dobila neoviran prehod skozi Neum, a sporazum ni bil nikoli ratificiran. Za ves promet, ki poteka skozi neumski koridor, je treba opraviti mejno kontrolo blaga in oseb. Zato morajo ljudje, ki potujejo iz dubrovniške eksklave na celinsko Hrvaško, trenutno opraviti dve mejni kontroli v razdalji 9 kilometrov. Če bi se Hrvaška v prihodnosti pridružila schengenskemu območju (kar je teoretično zavezana storiti v skladu s pogoji pristopa k Evropski uniji), bi bile kontrole bistveno strožje in dolgotrajnejše, saj Zakonik o schengenskih mejah zahteva, da se kontrole ne izvajajo. samo ob vstopu v schengensko območje, ampak tudi pri izstopu iz njega. Tako bi nekdo, ki potuje iz Dubrovnika na celinsko Hrvaško, opravil tri različne mejne kontrole: hrvaško (schengensko) izstopno kontrolo, bosansko-hercegovsko vstopno kontrolo in hrvaško (schengensko) vstopno kontrolo. Medtem ko so mejne kontrole Bosne in Hercegovine za imetnike potnih listov evropskih držav na turističnih lokacijah običajno hitre vizualne kontrole za preverjanje, ali se fotografija potnega lista ujema s posameznikom, ki je predložil potni list, in da potni list ni potekel, schengenske kontrole zdaj vključujejo skeniranje vseh potnih listov (tudi potnih listov državljani s pravico do neomejenega prostega gibanja po vsej EU) v različnih zbirkah podatkov, kar lahko traja do 30 sekund na posameznika. Tako bi lahko na primer na vsaki hrvaški meji za dve minuti ustavili avto, v katerem so bile štiri osebe. V poletni turistični sezoni bi takšna možnost vodila v nevzdržne zastoje na mejah in zahtevala nujno rešitev, kot je most, ki bi obšel Neum in ostal na Hrvaškem.
Gradnjo mostu je leta 1997 javno predlagal Ivan Šprlje, župan Dubrovniško-neretvanske županije in član Socialdemokratske stranke (SDP). Hrvaška demokratska skupnost (HDZ) je idejo sprva zavrnila, leta 1998 pa je dobila podporo njihovega poslanca Luke Bebića. Leta 2000 je bil most vpisan v prostorski načrt občine in izdelani so bili prvi gradbeni načrti.
Gradbena dela na projektu Pelješac so se uradno začela novembra 2005 s svečano otvoritvijo, ki jo je vodil takratni premier Ivo Sanader. Kljub temu, da se je cena projekta mostu v primerjavi s prvotno oceno precej podražila, je vlada vztrajala pri ideji o mostu. Prvotna zasnova je bila spremenjena, da bi odražala pomisleke Bosne in Hercegovine glede prvih načrtov. Za gradnjo mostu sta se strani dogovorili v začetku decembra 2006.
Maja 2007 je hrvaški minister za infrastrukturo Božidar Kalmeta dejal, da priprave na gradnjo mostu potekajo po načrtih in da je v pripravi prvi razpis. Kalmeta je dodal, da je vprašanje, kdaj se bodo gradbena dela začela, odvisno od tega, ali bo v prvem krogu izbran izvajalec. Hrvatske ceste so 11. junija 2007 objavile javni razpis za gradnjo mostu. 28. avgusta 2007 je bil objavljen seznam ponudnikov: Konstruktor, Viadukt in Hidroelektra (Hrvaška); Dywidag (Nemčija), Strabag (Avstrija), Cimolai [it ] (Italija), Eiffel (Francija); in Alpine Bau (iz Salzburga, Avstrija)
Kalmeta je potrdil, da naj bi se gradbena dela začela jeseni 2007. Izvajalec naj bi bil dolžan projekt dokončati v štirih letih. Stroški gradnje so bili ocenjeni na 1,9 milijarde kun, skoraj 260 milijonov evrov. Financirale bi ga Hrvatske ceste in s posojili evropskih investicijskih bank.
Junija 2007, po objavi razpisa, so mediji poročali o ponovnem nasprotovanju Državne komisije za mejo v Bosni in Hercegovini. Bosna in Hercegovina je izjavila, da bo tožila Hrvaško, če bo začela enostransko graditi most.
Ministrstvo za gradbeništvo je 14. septembra 2007 sporočilo, da je na natečaju zmagal konzorcij Konstruktor/Viadukt/Hidroelektra in da bo podpisal pogodbo za 1,94 milijarde kun, takratnih 265 milijonov evrov. Gradbena dela na severnem in južnem terminalu so se začela 24. oktobra 2007,  dela na morju pa so se začela jeseni 2008.
Julija 2009 je hrvaška vlada pod vodstvom Jadranke Kosor sporočila, da bo v okviru prizadevanj za zmanjšanje stroškov v času gospodarske krize gradnja Pelješkega mostu potekala po precej počasnejšem časovnem načrtu, kot je bilo prvotno načrtovano. Novembra 2009 je Kalmeta kot leto zaključka omenil leto 2015. Proračun in program gradnje cest za leto 2010 je nakazal, da bo do konca leta 2012 v most vloženih le 433,5 milijonov kun oziroma 60 milijonov evrov, kar je manj kot četrtina vseh sredstev.
Po hrvaških parlamentarnih volitvah leta 2011 je nova vlada pod vodstvom SDP maja 2012 zaradi pomanjkanja sredstev prekinila obstoječo gradbeno pogodbo v vrednosti 1,94 milijarde kun (približno 259 milijonov evrov). Istočasno so bili izdelani načrti za uporabo gradbišč mostov kot novih trajektnih pristanišč. Razpravljalo se je tudi o tem, kakšni bi bili stroški in hitrost trajektne rešitve v primerjavi s stroški preklicanega mostu, pri čemer je minister za pomorstvo, promet in infrastrukturo trdil, da bo trajekt cenejši in razmeroma hiter ter končan do 1. julija 2013, ko je Hrvaška vstopila v Evropsko unijo in ko bi novi mejni režim lahko postal problem.
Leta 2012 je Evropska unija Hrvaški odobrila 200.000 evrov za predhodno študijo izvedljivosti izgradnje Pelješkega mostu. Študija ne bi preučila le projektiranega mostu, temveč tudi rešitev zaprtega cestnega koridorja čez zaledje Neuma. »Strateški cilj vlade je učinkovito povezati ozemlje Hrvaške, kar je tudi cilj EU, saj naj bi hrvaško ozemlje postalo ozemlje Unije. Ta projekt ne bi smeli politizirati, ampak moramo videti kateri ukrep je stroškovno najbolj učinkovit«, je zatrdila ministrica za zunanje zadeve Vesna Pusić. Poudarila je tudi, da ratifikacija pogodbe Tuđman-Izetbegović iz leta 1996 (Neumski sporazum) ni pogoj za pridobitev evropskih sredstev za gradnjo mostu, vendar ne bi bilo nič škode, če bi do nje prišlo.
Študija izvedljivosti, ki jo je pripravila Hrvaška za analizo možnih alternativ, je pokazala, da bi bila gradnja mostu najugodnejša možnost, saj je dosegla najvišjo oceno pri več kriterijih (varnost, vpliv na promet, vpliv na okolje) in analizi stroškov in koristi v primerjavi z druge možnosti – avtocestni koridor, trajektna povezava ali gradnja predorov. Projekt je bil pripravljen v sodelovanju z oblastmi Bosne in Hercegovine. Nujnost ohranjanja naravne dediščine Hrvaške je bila bistven kriterij, ki se je upošteval v vseh fazah priprave projekta.
Evropska komisija je projekt pred sprejetjem dala oceniti tudi neodvisnim strokovnjakom v okviru Skupne pomoči za podporo projektom v evropskih regijah (JASPERS) glede njegove izvedljivosti in ekonomske upravičenosti.
Francoska študija je decembra 2013 predlagala, da je most najbolj izvedljiva rešitev, hrvaški minister za promet Siniša Hajdaš Dončić pa je izjavil, da se bo gradnja mostu začela leta 2015. Julija 2015 je hrvaška vlada sporočila, da se bo gradnja verjetno začela spomladi 2016. 
Do leta 2016 je hrvaška vlada napovedovala, da bo gradnja potekala z ali brez sredstev EU.[38] Datume gradnje je dodatno zamaknila uradna pritožba na razpisno dokumentacijo.[39]
Evropska komisija je 7. junija 2017 objavila, da bo za most in podporno infrastrukturo (predore, obvoznice, viadukte in dostopne ceste) na voljo 357 milijonov evrov iz sredstev kohezijske politike, dokončanje pa je predvideno leta 2022. Prispevek EU bi znašal 85 % celotnih stroškov gradnje, s ciljem prinesti koristi turizmu, trgovini in teritorialni koheziji.
Kljub protestom bosanskih političnih akterjev sta hrvaška ministrica za regionalni razvoj Gabrijela Žalac in hrvaški premier Andrej Plenković  potrdila, da se bo gradnja mostu nadaljevala.
15. septembra 2017 je bilo objavljeno, da so se na razpis za gradnjo mostov prijavili China Road and Bridge Corporation, avstrijski Strabag in italijansko-turški konzorcij Astaldi/Içtas. Avstrijci so ponudili vrednost 2,622 milijarde kun, italijansko-turška ponudba 2,551 milijarde kun, kitajska ponudba pa 2,08 milijarde kun. Hrvatske ceste so 15. januarja 2018 sprejele formalno odločitev, po kateri je na razpisu zmagala družba China Road and Bridge Corporation. Poleg najnižje cene je CRBC ponudil tudi dokončanje projekta šest mesecev hitreje, kot je zahtevano. Gradnja se je začela sredi leta 2019 z gradnjo stebrov mostu oktobra 2019.
- Vhod na gradbišče mostu s celinske strani v vasi Komarna
- Gradbišče aprila 2019
- Gradbišče februarja 2020
- Gradbišče junija 2020

## Sporni vidiki

### Varstvo okolja
Ideja, da bi velik most povezal Pelješac s celino, je povzročila zaskrbljenost med okoljskimi aktivisti na Hrvaškem, ki so temu nasprotovali zaradi možne škode morskemu življenju v Malostonskem zalivu in marikulturi. Ta tveganja in pomisleke so konstruktorji izrecno obravnavali v predhodnih študijah.
Oktobra 2015 je hrvaško Ministrstvo za okolje in varstvo narave izdalo Odločbo, ki potrjuje, da je bilo opravljeno čezmejno posvetovanje o vplivu projekta na okolje Bosne in Hercegovine v skladu s Konvencijo o presoji čezmejnih vplivov na okolje. Kontekst. Bosna in Hercegovina ni predložila svojih pripomb ali zaprosila za podaljšanje časovnega okvira posvetovanja.

### Analiza stroškov in koristi
Zamisel nasprotuje tudi iz različnih ekonomskih razlogov – ali je takšen most res nujen kot drugačen dogovor z Bosno in Hercegovino ali je predrag, če je zgrajen v skladu z ekološkimi zahtevami, ali pa ga je najbolje zamenjati s podmorskim predorom.
Zamisel o izgradnji potopne cevi kot stroškovno učinkovitejšega načrta, ki ne ovira dostopa do Neuma, je bila zasmehovana in je hrvaške oblasti nikoli niso sprejele.
Po poročanju Dnevnika Nove TV je bila druga možnost avtocestni koridor skozi Bosno in Hercegovino z visokimi zidovi in strogim nadzorom.
V procesu pristopa Hrvaške k Evropski uniji je hrvaška vlada trdila, da bo most »predpogoj« za vstop Hrvaške v schengensko območje. Kljub temu je Evropska komisija leta 2010 izjavila, da je to le ena od več možnosti za reševanje tega vprašanja.

### Mednarodno pravo in dostop Bosne in Hercegovine do odprtega morja
Gradnji mostu so nasprotovali tudi različni politični akterji v BiH, predvsem bošnjaški, saj bi po njihovem mnenju otežil dostop do mednarodnih voda. Več bosanskih politikov je sprva nasprotovalo gradnji mostu, ki naj bi bil po prvotnih načrtih visok le 35 metrov, ker bi velikim ladjam onemogočil vstop v pristanišče Neum. Čeprav neumsko pristanišče trenutno ni primerno za komercialni promet in večina trgovine v in iz Bosne in Hercegovine poteka skozi hrvaško pristanišče Ploče, je več bosanskih politikov izjavilo, da bi lahko v prihodnosti zgradili novo in da bi gradnja mostu ogrozila to ambicijo.
Avgusta 2017 je skupina neimenovanih bosanskih poslancev napisala pismo visoki predstavnici EU za zunanje zadeve in varnostno politiko Federici Mogherini iz Italije ter visokemu predstavniku za Bosno in Hercegovino Valentinu Inzku iz Avstrije, v katerem trdi, da je Hrvaška v krši konvencijo Združenih narodov o pomorskem pravu in svojo državo »brez dovoljenja odrezuje« od mednarodnih voda s projektom Pelješkega mostu, Hrvaško pa poziva, »naj neha napadati suverenost Bosne in Hercegovine kot pomorske države in neha vse aktivnosti na izgradnji nezakonitega in politično nasilnega projekta mostu na lokaciji Komarna-Pelješac«. Bosanski poslanci so ugotovili, da Bosna in Hercegovina nikoli ni dala uradnega soglasja, ne s strani sveta ministrov ne s strani predsedstva, k projektu mostu in njegovemu financiranju s sredstvi EU.
Hrvaška je navedla, da bo most izključno na hrvaškem ozemlju in hrvaških teritorialnih vodah in da je zato po mednarodnem pomorskem pravu upravičena zgraditi most, ne da bi za to potrebovala soglasje Bosne in Hercegovine. Hrvaška je tudi izrazila zavezanost polnemu spoštovanju mednarodnih pravic, ki jih uživajo druge države na polotoku Pelješac, vključno s pravico do neškodljivega prehoda, ki jo uživajo vse države v skladu s Konvencijo Združenih narodov o pomorskem pravu, ter pravico Bosne in Hercegovine, da ima neomejen dostop do odprtega morja. Hrvaška je tudi spomnila, da bo predvidena višina mostu (55 m) omogočila celotnemu sedanjemu bosanskemu ladijskemu prometu uporabo obstoječe navigacijske poti za tranzit pod mostom in da bo v primeru, da bo katera koli ladja višja od 55 metrov bi moral pristati v pristanišču v Bosni in Hercegovini, bi lahko namesto tega pristal v hrvaškem pristanišču Ploče, v skladu s sporazumom o prostem tranzitu iz leta 1995.

### Povezava z ratifikacijo pogodbe o določitvi meje
Bosna in Hercegovina ter Hrvaška sta se o pogodbi o določitvi meje dogovorili leta 1998. Pogodbo sta podpisala oba nekdanja predsednika, Alija Izetbegović in Franjo Tuđman, nikoli pa ni bila ratificirana v obeh parlamentih, zato ni nikoli začela veljati. Sporazum predvideva definicijo ozemlja obeh držav na območju Pelješca, ki je nekoliko drugačna od tiste, ki je prikazana na zemljevidih, saj se je Hrvaška strinjala, da bo priznala suverenost Bosne in Hercegovine nad dvema majhnima skalnatima otokoma (Mali Školj in Veliki Školj). ) in vrh polotoka Klek pri Neumu.
Predsedstvo Bosne in Hercegovine je 17. oktobra 2007 sprejelo uradno stališče, da »Bosna in Hercegovina nasprotuje izgradnji [Pelješkega] mostu, dokler se ne rešijo vprašanja v zvezi z določitvijo mejne črte na morju med državama« in zahteva, Hrvaška ne bo izvajala nobenih enostranskih dejanj v zvezi z gradnjo mostu. Bosanski poslanec Halid Genjac je izjavil, da takšno uradno stališče ni bilo nikoli preklicano in tako še vedno velja, noben uradni organ BiH pa ni dal izrecnega soglasja za gradnjo mostu. Trdil je, da so »napačne trditve, da Hrvaška gradi most na svojem ozemlju, saj morske vode pod Pelješkim mostom niso in ne morejo biti hrvaške ali notranje vode, temveč mednarodne vode, ki segajo od teritorialnih voda Bosne in Hercegovine do odprtega morje«, je trdil Genjac.
Bošnjaški član predsedstva Bakir Izetbegović je izjavil, da meni, da Hrvaška ne bi smela nadaljevati gradnje mostu, dokler ni dogovorjena demarkacija meje na morju, ki temelji na stališču predsedstva iz leta 2007, in da je dogovor o uporabi tudi pristanišče Ploče še ni ratificirano.
Hrvaški član predsedstva Dragan Čović nenehno podpira gradnjo mostu in je izjavil, da »problematiziranje izgradnje Pelješkega mostu ni uradno stališče BiH. Uradno stališče zadnjih let je bilo v smislu spodbujanja Hrvaške k nadaljujemo s takšnim infrastrukturnim projektom, ki je velikega pomena tudi za BiH. V tem primeru gre za stališče ene stranke (Stranke demokratične akcije) in nekaj posameznikov v tej stranki. Hrvaška je izpolnila vse postavljene pogoje«.
Srbski član predsedstva Mladen Ivanić je izjavil, da podpira gradnjo in da je treba zagotoviti tak pomorski režim, da bodo lahko ladje prosto prihajale v Neum.
Predsednik Republike Srbske Milorad Dodik je avgusta 2017 izjavil, da ima Hrvaška pravico zgraditi Pelješki most in dodal, da bošnjaške strani po nepotrebnem ustvarjajo probleme.